# سیارک ۶۵۸۳
سیارک ۶۵۸۳ (به انگلیسی: 6583 Destinn، نامگذاری:1984DE) شش هزار و پانصد و هشتاد و سومین سیارک کشف شده‌است که در ۲۱ فوریه ۱۹۸۴ کشف شد.
قدر مطلق سیارک برابر ۱۲٫۴۰ است.